# Goteres
Goteres és una muntanya de 919 metres que es troba al municipi de Sant Hilari Sacalm, a la comarca de la Selva.
Al cim podem trobar-hi un vèrtex geodèsic (referència 299102001).